# Facteur de confusion
En statistique, un facteur de confusion, ou facteur confondant, ou encore variable confondante, est une variable aléatoire qui influence à la fois la variable dépendante et les variables explicatives.
Ces facteurs sont notamment à l'origine de la différence entre corrélation et causalité (Cum hoc ergo propter hoc).
En santé publique, c'est une variable liée à la fois au facteur de risque et à la maladie ou à un autre évènement de l'étude lié à la santé, ce qui est susceptible d'induire un biais dans l'analyse du lien (entre maladie et facteur de risque), produisant ainsi de fausses associations. Rechercher et prendre en compte les facteurs de confusion est essentiel dans le cadre d'une étude épidémiologique. Par exemple, il y a corrélation entre la consommation de viande et le cancer du côlon ; mais l'obésité et le tabagisme sont également liés à la consommation de viande et ont une influence directe sur le cancer, et sont donc des facteurs de confusion qui rendent difficile la recherche d’un éventuel lien de causalité entre consommation de viande et cancer du côlon.

## Exemples

### Exemple 1: Effet d’un médicament sur les maladies cardiovasculaires
Supposons que nous cherchions à établir l’effet d’un médicament (comme la statine) sur les maladies cardiovasculaires. L’exposition est donc le fait de prendre un médicament ou non et le critère de jugement est le fait de développer une maladie cardiovasculaire ou non (par exemple l’année qui suit). Mais supposons que les personnes âgées soient plus enclines à prendre ce médicament que les personnes plus jeunes et également que les personnes âgées ont une probabilité plus élevée de développer des maladies cardiovasculaires. Notre facteur de confusion ici est l’âge.
Où se situe le problème ? Pour savoir s’il y a un effet du médicament, quelqu’un pourrait comparer le nombre de personnes ayant développé des maladies cardiovasculaires dans le groupe des exposés (ceux qui prennent de la statine) et dans le groupe témoin (ceux qui n’en prennent pas). Or, on pourrait se retrouver avec le groupe des exposés ayant une moyenne d’âge significativement plus élevée que le groupe témoin, étant donné que les personnes âgées ont plus de probabilité de prendre ce médicament. De plus, les personnes âgées développent des maladies cardiovasculaires avec une plus grande probabilité.
Conclusion : On pourrait alors conclure que la statine ne fonctionne pas (voir que le médicament est néfaste) étant donné que l’on pourrait vraisemblablement trouver plus de personnes ayant développé des maladies cardiovasculaires parmi le groupe des exposés avec pourtant les deux groupes de même taille.

### Exemple 2: Effet d’un type d’intervention (médicament ou chirurgie) sur le taux de guérison
Supposons que l’on ait deux traitements pour traiter des tumeurs, médicaments et chirurgie, et que l'on souhaite savoir lequel est le meilleur.
Nous avons des données concernant 1000 patients traités par médicaments et 1000 patients traités par chirurgie résumées dans le tableau ci-dessous.
| Traitement  |                               |     | Taux de guérison |
| ----------- | ----------------------------- | --- | ---------------- |
| Médicaments | Nombre de patients guéris     | 761 | 76%              |
| Médicaments | Nombre de patients non guéris | 239 | 76%              |
| Chirurgie   | Nombre de patients guéris     | 658 | 66%              |
| Chirurgie   | Nombre de patients non guéris | 342 | 66%              |

En voyant ce premier tableau, on peut alors conclure que les médicaments fonctionnent significativement mieux que la chirurgie. Essayons d’observer des données plus précises.
| Traitement  | Taille de la tumeur |                               |     | Taux de guérison |
| ----------- | ------------------- | ----------------------------- | --- | ---------------- |
| Médicaments | Grosses tumeurs     | Nombre de patients guéris     | 90  | 49%              |
| Médicaments | Grosses tumeurs     | Nombre de patients non guéris | 92  | 49%              |
| Médicaments | Petites tumeurs     | Nombre de patients guéris     | 671 | 82%              |
| Médicaments | Petites tumeurs     | Nombre de patients non guéris | 147 | 82%              |
| Chirurgie   | Grosses tumeurs     | Nombre de patients guéris     | 564 | 63%              |
| Chirurgie   | Grosses tumeurs     | Nombre de patients non guéris | 331 | 63%              |
| Chirurgie   | Petites tumeurs     | Nombre de patients guéris     | 94  | 90%              |
| Chirurgie   | Petites tumeurs     | Nombre de patients non guéris | 11  | 90%              |

En séparant selon la taille des tumeurs, on observe que la chirurgie est meilleure dans tous les cas.
Ici, la chirurgie est beaucoup plus employée dans le cas des grosses tumeurs que dans le cas des petites tumeurs (comme on le voit dans le tableau). Or, les grosses tumeurs impliquent un taux de guérison plus faible que les petites tumeurs. On a ainsi un facteur de confusion qui est la taille de la tumeur qui influe à la fois sur l’assignation du traitement et sur le taux de guérison.